# François Camacho
François Camacho (Jerez de la Frontera, 1629 - Lima, 23 décembre 1698) est un religieux de l'ordre hospitalier de Saint-Jean-de-Dieu reconnu vénérable par l'Église catholique.

## Biographie
Il naît à Jerez de la Frontera en 1630 et il est baptisé le 20 mai de la même année. Jeune homme, il aide sa famille comme ouvrier agricole. À vingt ans, il s'engage comme soldat et soutient le siège de Lérida (1647) lors de la guerre de Trente Ans. En 1653, il part avec une escadre pour l'Amérique et débarque à Carthagène des Indes où il contracte la syphilis. Il est soigné à l'hôpital des frères de saint Jean de Dieu, qui ont un hôpital dans cette ville.
Guéri, il prend sa retraite du service militaire et voyage à travers la Colombie, l'Équateur et le Pérou. Il s'installe à Lima pour diriger une hacienda, mais abandonne au bout de trois ans, pour continuer une vie d'errance dans plusieurs pays, sans parvenir à donner un sens à sa vie. Il se convertit en 1663 en écoutant un sermon du jésuite François del Castillo. De retour à Lima, il mène une vie de pénitence et de prière ; pour cela, il est traité de fou et interné à l'hôpital, ce qui est pourtant un bon discernement pour lui car son expérience auprès des malades mentaux le marque.
Le 2 octobre 1663, il prend la décision d'entrer dans l'ordre hospitalier des frères de Saint Jean de Dieu, à l'hôpital San Diego de Lima. Il fait sa profession religieuse le 4 octobre 1664pour se mettre au service des malades mais surtout en faisant l’aumône dans la ville pour les malades et l'hôpital. Il se consacre également à la réinsertion de femmes victimes de la prostitution. Il meurt d'hydropisie à Lima le 23 décembre 1698.

## Culte
Il est reconnu vénérable le 1er janvier 1881 par Léon XIII. Ses restes sont conservés dans la cathédrale de Lima.